# Let It Roll
Let It Roll ist ein Lied des US-amerikanischen Rappers Flo Rida. Es erschien im Juni 2012 als Single sowie Teil von Flo Ridas vierten Studioalbum Wild Ones.

## Entstehung und Veröffentlichung
Das Lied wurde vom Interpreten selbst (Tramar Dillard), zusammen mit Mike Caren, Axel Hedfors (Axwell), Breyan Isaac, Earl King und Antonio Mobley, geschrieben. Dabei wurde ein Sample aus Freddie Kings Let the Good Times Roll verwendet. Axwell zeichnete zudem mit Raphaël Judrin (soFLY) und Nuis für die Produktion verantwortlich.
Die Erstveröffentlichung von Let It Roll erfolgte als Single am 19. Juni 2012 bei Atlantic Records. Diese erschien als digitaler Einzeltrack zum Download. Drei Tage später erschien das Lied als Teil von Wild Ones (Katalognummer: 7567-88334-0), dem vierten Studioalbum von Flo Rida. Am 31. Dezember 2012 erschien zu Promozwecken eine CD-Single.
Zudem erschien mit Let It Roll, Pt. II eine Remixversion, die Flo Rida zusammen mit Lil Wayne aufgenommen hatte. Diese Version ist unter anderem Teil des Soundtracks zum Videospiel FIFA 13.

## Musikvideo
Das offizielle Musikvideo wurde am 20. Juni 2012 auf dem offiziellen YouTube-Account von The Warner Sounds hochgeladen. Es wurde in Miami gedreht. Der Darsteller und gleichzeitig der Regisseur des Videos ist der Komiker Nathan Barnatt. Im Video ist er in seiner Komiker-Rolle Keith Apicary zu sehen. Er spielt einen Freund von Flo Rida, der bei ihm anruft und fragt, ob er seinen neuen Track mit begleitenden Dance-Moves in die Clubs bringen kann. Daraufhin geht er passend zur Musik mit verrückten Tanz-Schritten in einen Club und gibt dem DJ die Single. Er schiebt sie in eine Anlage und passend zum Beginn des Raps geht die Musik an und alle im Club beginnen zu tanzen. Danach wird Barnatt in verschiedenen Szenen gezeigt. Er tanzt am Strand, zusammen mit jungen Frauen oder auf den Straßen. Am Ende geht er mit einer hübschen Frau in ein Flugzeug. Es wurde innerhalb 10 Tagen über 3 Millionen Mal angeklickt.

## Kommerzieller Erfolg

### Chartplatzierungen
Let It Roll avancierte zum Top-10-Hit in Österreich (Rang 6) und Australien (Rang 7).
| ChartsChartplatzierungen     | Höchstplatzierung | Wochen |
| ---------------------------- | ----------------- | ------ |
| Deutschland (GfK)            | 24 (21 Wo.)       | 21     |
| Österreich (Ö3)              | 6 (25 Wo.)        | 25     |
| Vereinigtes Königreich (OCC) | 17 (9 Wo.)        | 9      |

| ChartsJahrescharts (2012) | Platzierung |
| ------------------------- | ----------- |
| Österreich (Ö3)           | 71          |

### Auszeichnungen für Musikverkäufe
| Land/Region       | Auszeichnungen für Musikverkäufe (Land/Region, Auszeichnung, Verkäufe) | Verkäufe |
| ----------------- | ---------------------------------------------------------------------- | -------- |
| Neuseeland (RMNZ) | Gold                                                                   | 7.500    |
| Österreich (IFPI) | Gold                                                                   | 15.000   |
| Insgesamt         | 2× Gold ·                                                              | 22.500   |

Hauptartikel: Flo Rida/Auszeichnungen für Musikverkäufe